# Янгличи (село)
Я́нгличи (чув. Янкӑлч) — село в Канашском районе Чувашской Республики. Административный центр Янгличского сельского поселения.

## История
В селе бывал Григорий Ингер.

## География
ул. Восточная ул. Гагарина, ул. Канашская, ул. Ленина, ул. Молодежная, ул. Николаева, ул. Полевая

## Население
| 2010 | 2012 |
| ---- | ---- |
| 679  | →679 |

## Знаменитые янгличцы
- Гаврилов, Николай Фёдорович
- Александр Петрович Кедяров, спортсмен, серебряный призёр Олимпиады (1976) по стрельбе.

## Инфраструктура
На территории поселения расположены:
- МОУ «Янгличская основная общеобразовательная школа» им. Героя России Н. Гаврилова;
- Янгличский сельский дом культуры;
- Янгличский фельдшерский пункт;
- Янгличское отделение связи;
- Янгличское МДОУ (ясли-сад);

## Транспорт
Железная дорога: село расположено рядом с одноимённым остановочным пунктом Янгличи. 
Подъезд к автомобильной дороге общего пользования регионального значения 97К-002 «Аниш». Поселковые автодорои.